# Due Carrare

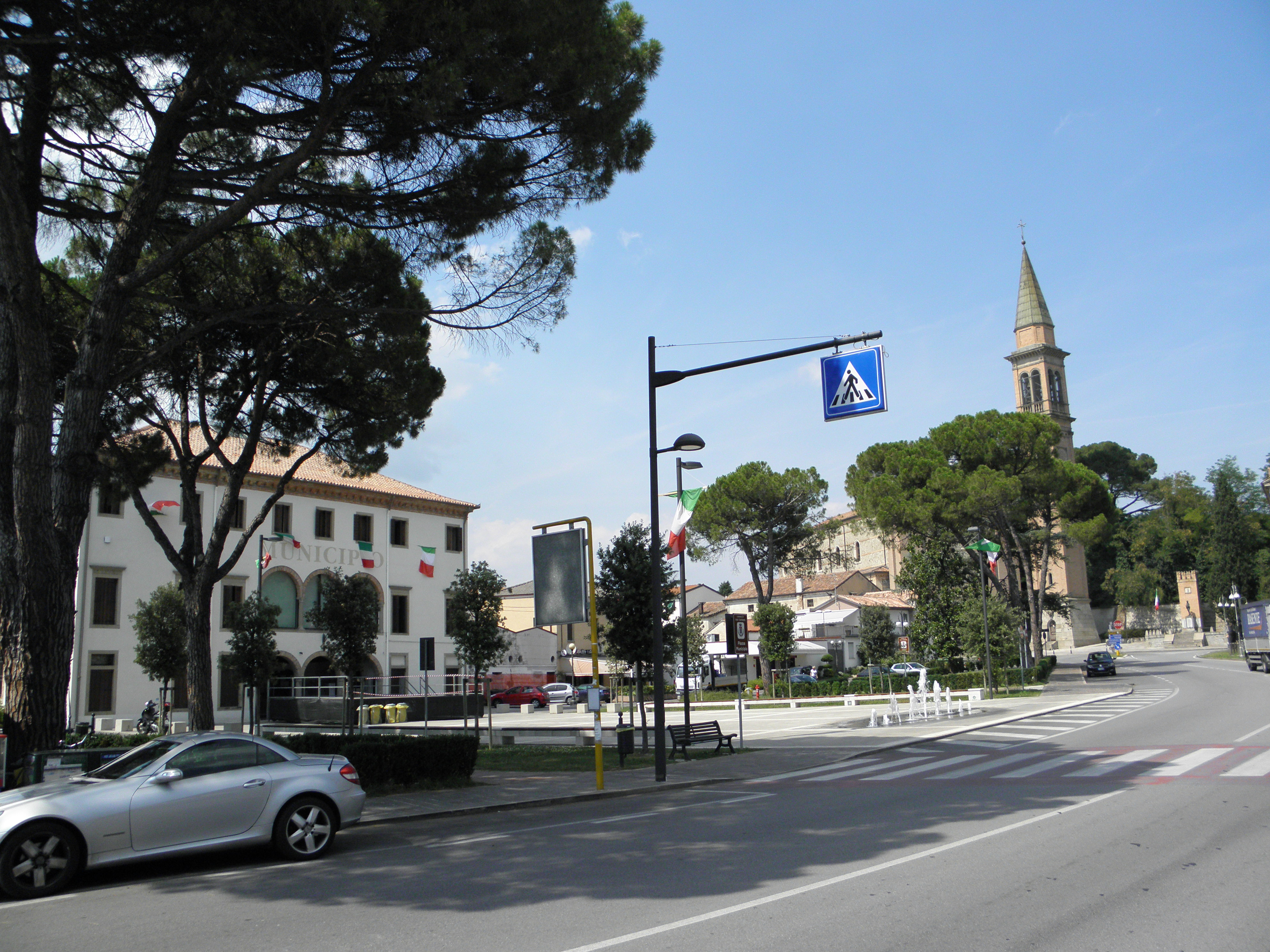
Platz vor der Gemeindeverwaltung im Ortsteil Carrara San Giorgio

Due Carrare ist eine nordostitalienische Gemeinde (comune) mit 8980 Einwohnern (Stand 31. Dezember 2023) in der Provinz Padua in Venetien. Die Gemeinde liegt etwa 14 Kilometer südsüdwestlich von Padua. Due Carrare ist 1995 aus der Fusion der Gemeinden Carrara San Giorgio und Carrara San Stefano entstanden. Durch die Gemeinde führen der Canale Biancolino und der Canale Vigenzone. Die Gemeindeverwaltung befindet sich in Carrara San Giorgio.

## Geschichte
Die Familie der Carraresi oder "von Carrare" ist als Herrin des Fürstentums Padua seit dem 12. Jahrhundert bekannt.
Älter hingegen ist die Abtei des heiligen Stephanus in der Ortschaft San Stefano (11. Jahrhundert).

## Verkehr
Durch Due Carrare führt die Autostrada A13 von Padua kommend Richtung Bologna. Die äußere westliche Grenze der Gemeinde wird markiert durch den Verlauf der Strada Statale 16 Adriatica.